# Fritz Jürß
Fritz Jürß (* 29. Januar 1932 in Ludwigslust) ist ein deutscher Altphilologe.
Nach dem Abitur begann Fritz Jürß 1951 an der Humboldt-Universität zu Berlin mit dem Studium der Klassischen Philologie. Seit 1956 war er an der Akademie der Wissenschaften in Berlin beschäftigt. Zunächst betreute er editorische Projekte der Kommission für spätantike Religionsgeschichte. Anschließend beschäftigte er sich vor allem mit der Philosophie- und der Wissenschaftsgeschichte der Antike. Seine Dissertation verfasste er Studien zum spätbyzantinischen Dialog Hermippus de Astrologia; die Promotion erfolgte an der Humboldt-Universität im Juni 1964. In der Folgezeit arbeitete er meist an größeren Projekten, aber auch an Einzelstudien, meist zur Geschichte der antiken griechischen Philosophie. Im Juli 1970 folgte die Habilitation, erneut an der HU Berlin, mit einer Arbeit zum Thema Zum Erkenntnisproblem bei den frühgriechischen Denkern. Im Zentralinstitut für Alte Geschichte und Archäologie der Akademie stieg er bis zum Forschungsgruppenleiter  auf. 1985 wurde er mit der Werner-Krauss-Medaille ausgezeichnet. 1987 wurde er schließlich zum Professor an der Akademie der Wissenschaften der DDR ernannt.

## Schriften
Unpublizierte Qualifikationsschriften
- Studien zum spätbyzantinischen Dialog Hermippus de Astrologia. Dissertation, Humboldt-Universität zu Berlin, Berlin 1964.
- Studien zum Erkenntnisproblem bei den frühgriechischen Denkern. Habilitation, Humboldt-Universität zu Berlin, Berlin 1970.

Monografien
- mit Reimar Müller und Ernst Günther Schmidt: Griechische Atomisten. Texte und Kommentare zum materialistischen Denken der Antike. (= Reclams Universal-Bibliothek, Band 409), Reclam, Leipzig 1973. [2. Auflage 1977; 3. Auflage 1988, 4. Auflage 1992, ISBN 3-379-00245-3]
  - bundesdeutsche Ausgabe: Verlag Das Europäische Buch, Berlin 1984 (= Eurobuch, Band 1).
- Zum Erkenntnisproblem bei den frühgriechischen Denkern. (= Schriften zur Geschichte und Kultur der Antike, Band 14), Akademie-Verlag, Berlin 1976.
- Von Thales zu Demokrit. Frühe griech. Denker. Urania-Verlag, Leipzig-Jena-Berlin 1977. [2. Auflage 1982]
  - bundesdeutsche Ausgabe: Pahl-Rugenstein, Köln 1977.
- mit Dietrich Ehlers: Aristoteles. (= Biographien hervorragender Naturwissenschaftler, Techniker und Mediziner, Band 60), Teubner, Leipzig 1982. [2. Auflage 1984; 3. Auflage 1989, ISBN 3-322-00664-6]
- Vom Mythos der alten Griechen. Deutungen und Erzählungen. (= Reclams Universal-Bibliothek/Philosophie, Geschichte, Kulturgeschichte, Band 1230), Reclam, Leipzig 1988, ISBN 3-379-00271-2. [2. Auflage 1990]
- Die epikureische Erkenntnistheorie. (= Schriften zur Geschichte und Kultur der Antike, Band 33), Akademie-Verlag, Berlin 1991, ISBN 3-05-001818-6.
- Mythologisches aus der Antike. Mutmaßungen zum Mythos und erzählte Erzählungen. NoRa, Berlin 2009, ISBN 978-3-86557-208-0.

Herausgeberschaften
- Geschichte des wissenschaftlichen Denkens im Altertum. (= Veröffentlichungen des Zentralinstituts für Alte Geschichte und Archäologie der Akademie der Wissenschaften der DDR, Band 13), Akademie-Verlag, Berlin 1982.
- Diogenes Laertios: Leben und Lehre der Philosophen. Aus dem Griechischen übersetzt und herausgegeben von Fritz Jürß. (= Reclams Universal-Bibliothek, Band 9669), Reclam, Stuttgart 1998, ISBN 3-15-009669-3. [2. Auflage 2010, ISBN 978-3-15-009669-7]
- Sextus Empiricus: Gegen die Wissenschaftler 1 - 6. Aus dem Griechischen übersetzt und herausgegeben von Fritz Jürß. Königshausen und Neumann, Würzburg 2001, ISBN 3-8260-2069-3.

## Belege
1. ↑  Werner Hartkopf: Die Berliner Akademie der Wissenschaften. Ihre Mitglieder und Preisträger 1700–1990. Akademie-Verlag, Berlin 1992, ISBN 3-05-002153-5, S. 460.

| Personendaten    | Personendaten          |
| ---------------- | ---------------------- |
| NAME             | Jürß, Fritz            |
| KURZBESCHREIBUNG | deutscher Altphilologe |
| GEBURTSDATUM     | 29. Januar 1932        |
| GEBURTSORT       | Ludwigslust            |